# Prunella (gen)
Brumărițele formează un gen de păsări din familia Prunellidae, endemică pentru Lumea Veche. Acest mic grup de păsări paseriforme înrudite face parte din genul Prunella. Toate, cu excepția brumăriței de pădure și a brumăriței japoneze sunt locuitori ai regiunilor muntoase din Europa și Asia; aceste două specii se întâlnesc și în zonele de câmpie, la fel ca brumărița siberiană în nordul îndepărtat al Siberiei. Aceste păsări nu sunt migratoare puternice, dar iarna părăsesc cele mai reci părți ale arealului lor și fac deplasări altitudinale.

## Taxonomie și etimologie
Genul Prunella a fost introdus de ornitologul francez Louis Vieillot în 1816, specia tip fiind brumărița de pădure (Prunella modularis). Deși genul este utilizat de obicei pentru toate brumărițele, brumărița de stâncă și brumărița himalaiană sunt uneori separate în genul Laiscopus.
Denumirea genului Prunella provine din germanul braunelle, un diminutiv al lui braun, „maro”.

## Specii
În prezent sunt acceptate douăsprezece specii:
- Prunella collaris, brumăriță de stâncă
- Prunella himalayana, brumăriță himalaiană
- Prunella rubeculoides, brumăriță cu gât roșu
- Prunella strophiata, brumăriță cu piept ruginiu
- Prunella montanella, brumăriță siberiană
- Prunella fulvescens, brumăriță brună
- Prunella ocularis, brumăriță caucaziană
- Prunella atrogularis, brumăriță cu gât negru
- Prunella koslowi, brumăriță mongolă
- Prunella modularis, brumăriță de pădure
- Prunella rubida, brumăriță japoneză
- Prunella immaculata, brumăriță cu spate maro